# Пыль (в авиационной метеорологии)
Пыль (обложная пыль; пыль, взвешенная в воздухе над обширной территорией или в обширном пространстве) — сплошное более-менее однородное помутнение атмосферы, обусловленное наличием в воздухе взвеси небольших частиц пыли и почвы, поднятых с земли ветром или образовавшихся в результате пыльной бури.
Код Всемирной метеорологической организации (ВМО): DU (сокр. от англ. Dust).
Горизонтальная дальность видимости на уровне 2 м составляет от 1 до 9 км.
Иногда видимость может снижаться до нескольких сотен и даже до нескольких десятков метров.
Наблюдается при резком ослаблении ветра.
Может возникнуть перед пыльной бурей или после неё, а также при отдалённой пыльной буре, когда поднятые в воздух пылинки переносятся ветром на большое расстояние. При этом в окрестностях может не наблюдаться признаков подъёма пыли ветром с поверхности земли.
В зависимости от цвета почвы в данном регионе, отдалённые предметы приобретают сероватый, желтоватый или красноватый оттенок.
В сообщениях METAR, SPECI, TAF указывается при видимости 5000 м и менее.